# 李敏勇
李敏勇（1947年11月20日—），臺灣知名詩人、文化評論人、翻譯家，出生於臺灣高雄縣旗山鎮（今高雄市旗山區），在高屏地區成長，短期居留台中，現為台北市民。國立中興大學歷史學系畢業，曾任圓神出版事業機構社長、笠詩刊主編、台灣文藝社長、台灣筆會會長、鄭南榕基金會董事長、台灣和平基金會董事長、現代學術研究基金會董事長。
1971年至今，李敏勇譯讀許多國外詩人的作品，本身的創作則以詩為主，兼及散文和評論。2007年，獲得臺灣藝文界最高榮譽國家文藝獎。並曾獲巫永福評論獎、吳濁流新詩獎、賴和文學獎、台北西區扶輪社文化獎、王康陸人權獎、第41屆行政院文化獎。

## 作品列表
1969
- 雲的語言／林白

1980年代
- 暗房／笠詩社
- 旅途/圓神
- 情念/圓神
- 憧憬/圓神
- 做為一個臺灣作家／自立晚報
- 情事／圓神
- 詩情與詩想/業強

1990年代
- 鎮魂歌/笠詩社
- 野生思考／笠詩社
- 戒嚴風景/笠詩社
- 傾斜的島/圓神
- 悲情島嶼／前衛
- 崩壞國家／前衛
- 迷亂時代／前衛
- 戰後臺灣文學反思／自立晚報
- 腐敗國家，腐爛社會/不二
- 文化風景／圓神
- 人生風景／圓神
- 綻放語言的玫瑰／玉山社
- 傷口的花：二二八詩集／玉山社
- 亮在紙頁的光／玉山社
- 心的奏鳴曲／玉山社
- 一個台灣詩人的心聲告白（台語有聲詩集）/上揚唱片

2000
- 漫步油桐花開的山林間／圓神
- 彷彿看見藍色的海和帆／圓神
- 台灣詩閱讀／玉山社
- 美術風景/藝術家
- 亂髮—與謝野晶子短歌集/圓神

2001
- 星星和蒲公英／方智
- 思慕與哀愁—漢日對照詩選／圓神
- 如果你問起—漢日對照詩選／圓神

2004
- 青春腐蝕畫/玉山社
- 詩人的憂鬱：寫給台灣的情書／玉山社
- 啊，福爾摩沙！ ／本土文化

2005
- 溫柔些，再溫柔些：40位世界詩人編織的聲音情境／聯合文學
- 心的風景50選／玉山社

2006
- 台灣進行曲/前衛

2007
- 經由一顆溫暖心──臺灣、日本、韓國詩散步／圓神
- 自由啟示錄/前衛

2008
- 顫憟心風景 ── 當代世界詩對話／聯合文學
- 島嶼奏鳴曲/玉山社
- 沉默抵抗—巴茲謝克詩選/春暉
- 革命之花—尼加拉瓜民眾詩選/春暉
- 在寂靜的邊緣歌唱──世界女性詩風景／圓神

2009
- 李敏勇集/ 國立台灣文學館
- 自白書/玉山社
- 詩的異國心靈之旅/聯合文學
- 海角天涯台灣心/圓神

2010
- （新版）亂髮/圓神
- 遠方的信使/圓神
- 文化窗景與歷史鏡象/允晨
- 寄給你的30張明信片/春暉
- 暗房—手抄詩集/春暉

2011
- 浮標─漢英對照台灣詩選/玉山社
- 富士山下的搖籃曲─圖文書/春暉
- 尋覓家國願景/允晨

2012
- 美麗島詩歌─通行台語詩集/玉山社
- 詩之志/春暉
- 文學心/春暉

2013
- 螢火蟲的亮光─童謠詩集/春暉
- 有橄欖樹的風景─羅卡童謠詩集/春暉

2014
- 聽台灣在歌唱─詩的禮物/圓神
- 聽世界在歌唱─詩的禮物/圓神
- 一個人孤獨行走─詩集/玉山社

2015
- 台灣自由之路/允晨
- 台灣詩風景─笠50年一年一選/春暉
- 世界詩風景─笠50年一年一選/春暉

2016
- 詩的世界/圓神
- 世界的詩/圓神
- 幸福手帖/春暉

2017
- 邁向重建時代/允晨
- 告白與批評/春暉

2018
- 2018詩的Calender/春暉
- 繆思的聲音 /圓神
- 墓誌銘風景/玉山社

2019
- 國家之夢，文化之愛 /允晨文化
- 戰後台灣現代詩風景/九歌
- 私的悲傷敘事詩/九歌
- 李敏勇精選讀本/前衛
- 自由之路，人權光影/典藏藝術家庭

2020
- 台灣的二十四堂課/春暉

2021
- 夢二途 / 九歌

2022
- 死滅與再生書帖集／二二八國家紀念館
- 詠嘆調／玉山社
- 戰後台灣現代詩風景2/九歌

## 資料來源
- 當代文學史料[永久]
- 台灣文學家訪談錄_李敏勇
- http://www.ncafroc.org.tw/Content/award-prize.asp?ser_no=64&Prize_year=2007&Prize_no=%A4Q%A4@&prize_file=Prize_Desc （页面存档备份，存于）

## 外部連結
- 《民報》李敏勇專欄 （页面存档备份，存于）
- 台灣作家作品目錄資料庫——李敏勇 （页面存档备份，存于）